# Liste des médaillés aux Jeux olympiques d'hiver de 1952
Les Jeux olympiques d'hiver de 1952, officiellement connu par le Comité international olympique comme les VI Jeux olympiques d'hiver sont une compétition multisports qui a lieu à Oslo en Norvège, du 14 février au 25 février 1952. Un total de 694 athlètes représentant 30 comités nationaux olympiques participent aux Jeux à travers 22 épreuves dans 8 disciplines. Des 30 CNO participants, le Portugal et la Nouvelle-Zélande font leurs débuts dans les Jeux olympiques d'hiver à Oslo mais aucune des deux délégations remportent une médaille.
Le programme ne change que légèrement par rapport aux Jeux de St. Moritz de 1948 avec l'ajout d'une épreuve féminine de ski de fond et la modification du programme de ski alpin puisque le combiné est remplacé par le slalom géant. Le Bandy est le seul sport de démonstration de ces Jeux. Les hommes et les femmes participent ensemble aux Jeux hormis le ski de fond, les femmes prennent part aussi au ski alpin et en patinage artistique. Les Jeux sont officiellement ouverts par une femme pour la première fois puisque la Princesse Ragnhild de Norvège a cet honneur en l'absence de son père le Prince héritier Olav et de son grand-père le roi Haakon VII qui sont à Londres pour les funérailles du roi George VI du Royaume-Uni qui est décédé quelques jours avant le début des Jeux,.
Un total de 115 athlètes remporte au moins une médaille lors de ces Jeux. À domicile, les athlètes norvégiens remportent seize médailles dont sept en or et prend la première place du tableau des médailles. Les États-Unis (onze médailles, quatre en or) et la Finlande (neuf médailles, trois en or) finissent deuxième et troisième de ce même tableau. Les athlètes de 13 des 30 nations participantes gagnent au moins une médaille et les sportifs de huit pays remportent au moins une médaille d'or. Des 13 CNO qui ont remporté des médailles, 10 en ont remporté plus qu'une. L'Allemagne fait son retour aux Jeux olympiques après avoir été banni des Jeux d'été et d'hiver de 1948 à cause de son implication dans la Seconde Guerre mondiale. En raison de la guerre, l'Allemagne est divisée en deux nations, la République fédérale d'Allemagne (RFA) et la république démocratique allemande. Seule la RFA participe à ces Jeux où ils remportent le bob à deux et le bob à quatre dans les épreuves de bobsleigh en prenant l’avantage d'une règle encore non imposée encore par la fédération internationale de bobsleigh et de tobogganing qui impose une limite de poids pour les équipes de bobsleigh.
Dick Button des États-Unis défend avec succès le titre olympique qu'il avait remporté à Saint-Moritz dans l'épreuve hommes de patinage artistique et devient également le premier patineur à être classé premier à l'unanimité des juges dans chaque manche de la compétition olympique. La finlandaise Lydia Wideman gagne la première médaille d'or remporté en ski de fond féminin avec Mirja Hietamies et Siiri Rantanen qui complète le podium entièrement finlandais dans cette épreuve. La Finlande gagne trois des quatre médailles d'or et huit des douze médailles attribués pour ce sport. Hjalmar Andersen est l'athlète le plus médaillé des Jeux en remportant trois médailles d'or en patinage de vitesse. Dans deux des trois épreuves qu'ils remportent, le 5 000 mètres et le 10 000 mètres, il bat les records olympiques et gagne avec le plus grand écart dans l'histoire des épreuves olympiques : 11 secondes dans le 5 000 m et près de 25 secondes dans le 10 000 mètres. L'allemande Mirl Buchner remporte trois médailles lors des Jeux avec une en argent et deux en argent gagnés en ski alpin. Un total de 18 athlètes remporte plus d'une médaille lors de ces Jeux. Cependant, seulement quatre d'entre eux remporte plus d'une médaille d'or : Andersen, l'Américaine Andrea Mead-Lawrence et les Allemands Lorenz Nieberl et Andreas Ostler.

## Ski alpin
| Épreuves                                | Or                         | Argent                  | Bronze                  |
| --------------------------------------- | -------------------------- | ----------------------- | ----------------------- |
| Descente hommes résultats détaillés     | Zeno Colò (ITA)            | Othmar Schneider (AUT)  | Christian Pravda (AUT)  |
| Descente femmes résultats détaillés     | Trude Jochum-Beiser (AUT)  | Annemarie Buchner (GER) | Giuliana Minuzzo (ITA)  |
| Slalom géant hommes résultats détaillés | Stein Eriksen (NOR)        | Christian Pravda (AUT)  | Toni Spiss (AUT)        |
| Slalom géant femmes résultats détaillés | Andrea Mead-Lawrence (USA) | Dagmar Rom (AUT)        | Annemarie Buchner (GER) |
| Slalom hommes résultats détaillés       | Othmar Schneider (AUT)     | Stein Eriksen (NOR)     | Guttorm Berge (NOR)     |
| Slalom femmes résultats détaillés       | Andrea Mead-Lawrence (USA) | Ossi Reichert (GER)     | Annemarie Buchner (GER) |

## Bobsleigh
| Épreuves                         | Or                                                                              | Argent                                                                        | Bronze                                                                        |
| -------------------------------- | ------------------------------------------------------------------------------- | ----------------------------------------------------------------------------- | ----------------------------------------------------------------------------- |
| Bob à deux résultats détaillés   | Allemagne Allemagne I Andreas Ostler Lorenz Nieberl                             | États-Unis USA I Stanley Benham Patrick Martin                                | Suisse Suisse I Fritz Feierabend Stephan Waser                                |
| Bob à quatre résultats détaillés | Allemagne Allemagne I Andreas Ostler Friedrich Kuhn Lorenz Nieberl Franz Kemser | États-Unis USA I Stanley Benham Patrick Martin Howard Crossett James Atkinson | Suisse Suisse I Fritz Feierabend Albert Madörin André Filippini Stephan Waser |

## Ski de fond

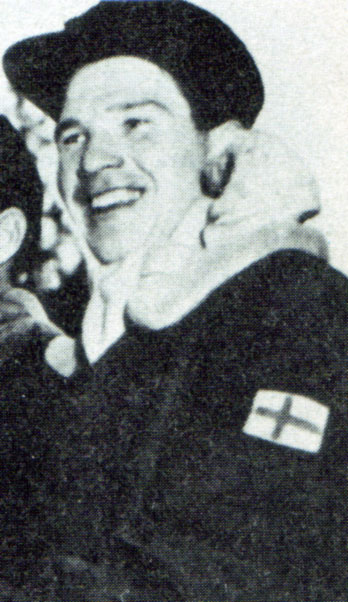
Heikki Hasu fait partie de l'équipe gagnante finlandaise du relais par équipe de ski de fond aux Jeux olympiques de 1952. Hasu gagne aussi une médaille d'argent lors des mêmes Jeux en combiné nordique.

| Épreuves                                    | Or                                                            | Argent                                                                  | Bronze                                                           |
| ------------------------------------------- | ------------------------------------------------------------- | ----------------------------------------------------------------------- | ---------------------------------------------------------------- |
| 10 km femmes résultats détaillés            | Lydia Wideman (FIN)                                           | Mirja Hietamies (FIN)                                                   | Siiri Rantanen (FIN)                                             |
| 18 km hommes résultats détaillés            | Hallgeir Brenden (NOR)                                        | Tapio Mäkelä (FIN)                                                      | Paavo Lonkila (FIN)                                              |
| 50 km hommes résultats détaillés            | Veikko Hakulinen (FIN)                                        | Eero Kolehmainen (FIN)                                                  | Magnar Estenstad (NOR)                                           |
| Relais 4 × 10 km hommes résultats détaillés | Finlande Heikki Hasu Paavo Lonkila Urpo Korhonen Tapio Mäkelä | Norvège Magnar Estenstad Mikal Kirkholt Martin Stokken Hallgeir Brenden | Suède Nils Täpp Sigurd Andersson Enar Josefsson Martin Lundström |

## Patinage artistique
| Épreuves                    | Or                           | Argent                                 | Bronze                            |
| --------------------------- | ---------------------------- | -------------------------------------- | --------------------------------- |
| Hommes résultats détaillés  | Dick Button (USA)            | Helmut Seibt (AUT)                     | James Grogan (USA)                |
| Femmes résultats détaillés  | Jeannette Altwegg (GBR)      | Tenley Albright (USA)                  | Jacqueline du Bief (FRA)          |
| Couples résultats détaillés | Allemagne Ria Falk Paul Falk | États-Unis Karol Kennedy Peter Kennedy | Hongrie Marianna Nagy László Nagy |

## Hockey sur glace
| Épreuves                           | Or | Argent | Bronze |
| ---------------------------------- | --- | --- | --- |
| Tournoi hommes résultats détaillés | Canada George Abel John Davies Billie Dawe Robert Dickson Donald Gauf William Gibson Ralph Hansch Robert Meyers David Miller Eric Paterson Thomas Pollock Allan Purvis Gordon Robertson Louis Secco Francis Sullivan Robert Watt | États-Unis Alfred Van Allen André Gambucci Arnold Oss Clifford Harrison Donald Whiston Gerald Kilmartin James Sedin John Mulhern John Noah Joseph Czarnota Kenneth Yackel Leonard Ceglarski Richard Desmond Robert Rompre Ruben Bjorkman | Suède Göte Almqvist Hans Andersson Stig Andersson Åke Andersson Lars Björn Göte Blomqvist Thord Flodqvist Erik Johansson Gösta Johansson Rune Johansson Sven Tumba Johansson Åke Lassas Holger Nurmela Lars Pettersson Lars Svensson Sven Thunman Hans Öberg |

## Combiné nordique
| Épreuves                              | Or                   | Argent            | Bronze                 |
| ------------------------------------- | -------------------- | ----------------- | ---------------------- |
| Individuel hommes résultats détaillés | Simon Slåttvik (NOR) | Heikki Hasu (FIN) | Sverre Stenersen (NOR) |

## Saut à ski
| Épreuves                              | Or                     | Argent                   | Bronze               |
| ------------------------------------- | ---------------------- | ------------------------ | -------------------- |
| Individuel hommes résultats détaillés | Arnfinn Bergmann (NOR) | Torbjørn Falkanger (NOR) | Karl Holmström (SWE) |

## Patinage de vitesse

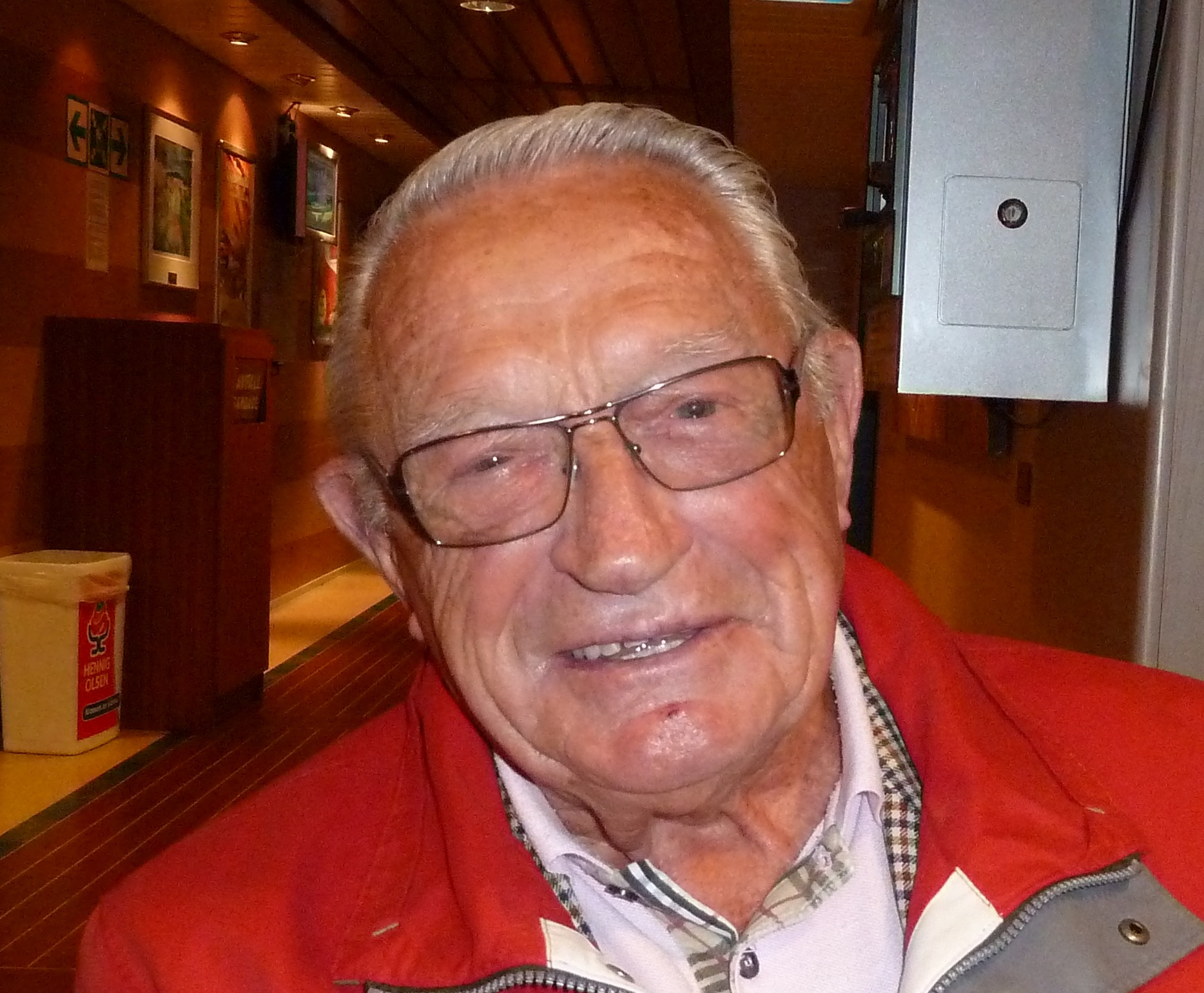
Hjalmar Andersen, le patineur de vitesse norvégien qui a remporté trois médailles d'or aux Jeux olympiques de 1952, ici, photographié en octobre 2010

| Épreuves                          | Or                     | Argent                  | Bronze                  |
| --------------------------------- | ---------------------- | ----------------------- | ----------------------- |
| 500 mètres résultats détaillés    | Ken Henry (USA)        | Don McDermott (USA)     | Gordon Audley (CAN)     |
| 500 mètres résultats détaillés    | Ken Henry (USA)        | Don McDermott (USA)     | Arne Johansen (NOR)     |
| 1500 mètres résultats détaillés   | Hjalmar Andersen (NOR) | Wim van der Voort (NED) | Roald Aas (NOR)         |
| 5000 mètres résultats détaillés   | Hjalmar Andersen (NOR) | Kees Broekman (NED)     | Sverre Haugli (NOR)     |
| 10 000 mètres résultats détaillés | Hjalmar Andersen (NOR) | Kees Broekman (NED)     | Carl-Erik Asplund (SWE) |

## Athlètes les plus médaillés
Les athlètes qui ont remporté plusieurs médailles lors de ces Jeux sont listés ci-dessus avec le nombre de médailles remportées.
| Athlète              | Nation     | Sport               | Or | Argent | Bronze | Total |
| -------------------- | ---------- | ------------------- | -- | ------ | ------ | ----- |
| Hjalmar Andersen     | Norvège    | Patinage de vitesse | 3  | 0      | 0      | 3     |
| Annemarie Buchner    | Allemagne  | Ski alpin           | 0  | 1      | 2      | 3     |
| Andrea Mead-Lawrence | États-Unis | Ski alpin           | 2  | 0      | 0      | 2     |
| Lorenz Nieberl       | Allemagne  | Bobsleigh           | 2  | 0      | 0      | 2     |
| Andreas Ostler       | Allemagne  | Bobsleigh           | 2  | 0      | 0      | 2     |
| Hallgeir Brenden     | Norvège    | Ski de fond         | 1  | 1      | 0      | 2     |
| Stein Eriksen        | Norvège    | Ski alpin           | 1  | 1      | 0      | 2     |
| Heikki Hasu          | Finlande   | Ski de fond         | 1  | 1      | 0      | 2     |
| Tapio Mäkelä         | Finlande   | Ski de fond         | 1  | 1      | 0      | 2     |
| Othmar Schneider     | Autriche   | Ski alpin           | 1  | 1      | 0      | 2     |
| Paavo Lonkila        | Finlande   | Ski de fond         | 1  | 0      | 1      | 2     |
| Stanley Benham       | États-Unis | Bobsleigh           | 0  | 2      | 0      | 2     |
| Kees Broekman        | Pays-Bas   | Patinage de vitesse | 0  | 2      | 0      | 2     |
| Patrick Martin       | États-Unis | Bobsleigh           | 0  | 2      | 0      | 2     |
| Magnar Estenstad     | Norvège    | Ski de fond         | 0  | 1      | 1      | 2     |
| Christian Pravda     | Autriche   | Ski alpin           | 0  | 1      | 1      | 2     |
| Fritz Feierabend     | Suisse     | Bobsleigh           | 0  | 0      | 2      | 2     |
| Stephan Waser        | Suisse     | Bobsleigh           | 0  | 0      | 2      | 2     |